# Дейв Окуму
Девід Джайрус Очіенг Окуму (англ. David Jairus Ochieng Okumu, нар. 12 жовтня 1976) — співак, автор пісень, продюсер і гітарист, найбільш відомий як лідер гурту The Invisible. Його дебютний альбом, випущений у березні 2009 року, був номінований на Mercury Prize (2009) і обраний альбомом року за версією iTunes.
Окуму виріс у Відні в оточенні музичних ентузіастів. Він переїхав з родиною до Великобританії, коли йому було 10 років. Його любов до музики, яка розвинулася з юних років, привела його до того, що він став автором пісень, продюсером і музикантом-виконавцем. Він виступав і записувався з багатьма артистами, такими як Роберт Майлз, Емі Вайнгауз, St. Vincent, Розі Лоу, Джейн Біркін, Бріжит Фонтен та ін.
Окуму почав співпрацювати з Джессі Вейр у 2010 році, ставши співавтором і продюсером її дебютного альбому Devotion, який пізніше був номінований на премію Mercury Prize як «Альбом року» (2012).

## Дискографія

### З The Invisible
- 2009: The Invisible
- 2012: Rispah
- 2016: Patience

### Інші колаборації
- 2018: Undone: Live at the Crypt (як частина Okumu/Herbert/Skinner)
- 2021: The Solution Is Restless (з Joan As Police Woman і Тоні Алленом)
- 2023: London Brew (як частина London Brew)[7]

### Сольні альбоми
- 2021: Knopperz
- 2023: I Came from Love (як Dave Okumu and the Seven Generations)